# Іржа (фільм)
«Іржа» («Ржавчина») — радянський трисерійний телефільм 1991 року, знятий режисером Юрієм Маляцьким на студії «Лентелефільм».

## Сюжет
В основі сценарію фільму є документальні матеріали з архівів КДБ. Досліджується процес виникнення організованої злочинності, мафії. Картина розповідає про події 1938—1987 років. У центрі сюжету — сімейний клан Круглових, перипетії їхнього збагачення та безкарних злочинів.

## У ролях
- В'ячеслав Бамбушок — головна роль
- Олександра Яковлєва — головна роль
- Юрій Стоянов — головна роль
- Геннадій Богачов — роль другого плану
- Світлана Смирнова — Зіна
- Борис Соколов — роль другого плану
- Юрій Оськін — Круглов
- Сергій Русскін — антипорадник Сергій
- Георгій Штиль — роль другого плану
- Олег Попков — роль другого плану
- Євген Агафонов — роль другого плану
- Олександр Михайличенко — роль другого плану
- Анастасія Власова — роль другого плану
- Віктор Бичков — бандит
- Олег Бєлов — Кузьмич
- Андрій Краско — епізод
- Микола Смирнов — співробітник НКВС

## Знімальна група
- Режисер — Юрій Маляцький
- Сценаристи — Анатолій Афанасьєв, О. Виноградов, Олександр Афанасьєв
- Оператор — Андрій Гусак
- Композитор — Анатолій Луцький
- Художник — Ніна Голубєва